# Марьино (Желанновское сельское поселение)
Ма́рьино — деревня в Шацком районе Рязанской области. Расположена на правом берегу реки Выша в 300 метров от её устья.

## Население
| 1989 | 2010 | 2012 |
| ---- | ---- | ---- |
| 81   | ↘33  | ↘32  |